# Хрватска на Европском првенству у атлетици у дворани 2013.
Хрватска је учествовала на 32. Европском првенству у дворани 2013 одржаном у Гетеборгу, Шведска, од 28. фебруара до 3. марта. Ово је било десето Европско првенство у дворани од 1994. године од када Хрватска учествује самостално под овим именом. 
Репрезентацију Хрватске представљало је 8 спортиста (5 мушкараца и 3 жене) који су се такмичили у 7. дисциплина (4 мушке и 3 женске). 
На овом првенству представници Хрватске нису освојили ниједну медаљу, нити су имали такмичара у финалу. Изједначен је један национални и један лични рекорд и постављен један нови лични рекорд. 

## Учесници
| Бр. | Дисциплина   | Мушкарци                        | Жене           | Укупно |
| --- | ------------ | ------------------------------- | -------------- | ------ |
| 1   | 400 м        | Матео Ружић                     | Анита Бановић  | 2      |
| 2   | 60 м препоне |                                 | Ивана Лончарек | 1      |
| 3   | Скок увис    | Ален Малон                      | Ана Шимић      | 2      |
| 4.  | Скок мотком  | Иван Хорват                     |                | 1      |
| 5.  | Бацање кугле | Неџад Мулабеговић Марин Премеру |                | 2      |
|     | Укупно (5)   | 5                               | 3              | 8      |

## Резултати

### Мушкарци
| Атлетичар         | Дисциплина   | Лични рекорд | Квалификације | Квалификације | Полуфинале | Полуфинале | Финале               | Финале       | Детаљи |
| Атлетичар         | Дисциплина   | Лични рекорд | Резултат      | Место         | Резултат   | Место      | Резултат             | Место        | Детаљи |
| ----------------- | ------------ | ------------ | ------------- | ------------- | ---------- | ---------- | -------------------- | ------------ | ------ |
| Матео Ружић       | 400 м        | 47,16        | 47,55         | 4. у гр. 1 кв | 47,42      | 6. у гр. 2 | Није се квалификовао | 11/20 (23)   |        |
| Ален Малон        | Скок увис    | 2,22         | 2,18          | 7. у гр. 9    |            |            | Није се квалификовао | 19 / 26 (27) |        |
| Иван Хорват       | Скок мотком  | 5,60 НР      | 5,60 =НР      | 6. у гр. А    |            |            | Није се квалификовао | 9 / 23 (25)  |        |
| Неџад Мулабеговић | Бацање кугле | 20,43 НР     | 2,18          | 16.           |            |            | Није се квалификовао | 16 / 24      |        |
| Марин Премеру     | Бацање кугле | 19,83        | 19,42         | 19.           |            |            | Није се квалификовао | 19 / 24      |        |

### Жене
| Атлетичарka    | Дисциплина   | Лични рекорд | Квалификације | Квалификације | Полуфинале            | Полуфинале            | Финале                | Финале       | Детаљи |
| Атлетичарka    | Дисциплина   | Лични рекорд | Резултат      | Место         | Резултат              | Место                 | Резултат              | Место        | Детаљи |
| -------------- | ------------ | ------------ | ------------- | ------------- | --------------------- | --------------------- | --------------------- | ------------ | ------ |
| Анита Бановић  | 400 м        | 54,21        | 55,00         | 5. у гр 3     | Није се квалификовала | Није се квалификовала | Није се квалификовала | 17 / 18 (20) |        |
| Ивана Лончарек | 60 м препоне | 8,27         | 8,22 ЛР       | 8. у гр. 2    | Није се квалификовала | Није се квалификовала | Није се квалификовала | 19 / 23 (24) |        |
| Ана Шимић      | Скок увис    | 1,93         | 1,89          | =9            |                       |                       | Није се квалификовала | =11 / 19     |        |